# Кожемякин, Пётр Павлович
Пётр Павлович Кожемякин (1917—1983) — старший сержант Рабоче-крестьянской Красной Армии, участник Великой Отечественной войны, Герой Советского Союза (1945).

## Биография
Пётр Кожемякин родился 27 июня 1917 года в посёлке Изосимки Каргатской волости Каинского уезда Томской губернии (ныне — село в Каргатском районе Новосибирской области). Рано остался без родителей, воспитывался родственниками. Окончил три класса школы, после чего работал плотником в колхозе. В июне 1941 года Кожемякин был призван на службу в Рабоче-крестьянскую Красную армию. С ноября того же года — на фронтах Великой Отечественной войны. Участвовал в битве за Москву.
К июлю 1944 года старший сержант Пётр Кожемякин командовал взводом 877-го отдельного сапёрного батальона 36-го стрелкового корпуса 31-й армии 3-го Белорусского фронта. Отличился во время освобождения Белорусской ССР. В июле 1944 года взвод Кожемякина успешно навёл переправу через Березину в районе деревни Новосёлки Борисовского района Минской области, а затем построил мосты через протоку между озёрами Белое и Рыбница в районе деревни Озёры Гродненского района Гродненской области и через реку Неман в районе Гродно.
Указом Президиума Верховного Совета СССР от 24 марта 1945 года за «образцовое выполнение боевых заданий командования на фронте борьбы с немецкими захватчиками и проявленные при этом мужество и героизм» старший сержант Пётр Кожемякин был удостоен высокого звания Героя Советского Союза с вручением ордена Ленина и медали «Золотая Звезда» за номером 6506.
В сентябре 1945 года Кожемякин был демобилизован. Вернулся на родину, до 1964 года работал в колхозе, затем переехал в город Чулым, где работал монтёром путей на железной дороге. В 1977 году вышел на пенсию. Умер 21 октября 1983 года.

## Награды и звания
- Герой Советского Союза (1945)
- Орден Ленина
- Медаль «Золотая Звезда»
- Орден Отечественной войны II степени
- Орден Красной Звезды
- Ряд медалей[1]

## Память
В честь Кожемякина названы улицы в Чулыме и Гродно.